# Marcel Brion
Marcel Brion (* 21. November 1895 in Marseille; † 23. Oktober 1984 in Paris) war ein französischer Romancier, Essayist und Kunstkritiker. Er wurde 1964 in die Académie française gewählt.

## Leben
Marcel Brion wurde in Marseille geboren. Am Gymnasium Thiers hatte er in seiner Klasse die Mitschüler Marcel Pagnol und Albert Cohen. Nachdem er seine sekundären Studien am Kollegium Champittet vollendet hatte, ging er in die Schweiz. Dann folgten Studien des Rechtes in Aix-en-Provence. Als Rechtsanwalt bei der Anwaltschaft von Marseille zwischen 1920 und 1924 gab er sehr früh seine Juristen-Karriere auf, um sich in Richtung der Literatur zu begeben.
Er entstammte einer Familie provenzalischen Ursprungs, und irisch ist der Name von Brion, der eine Französierung von O' Brion darstellt, und dieses doppelte kulturelle Erbe wird zweifellos in seiner Liebe für die ausländischen Kulturen und seinen Geschmack für andere Länder spürbar – sein Flucht-Verlangen äußerte sich, indem er die Welt durchquerte. Seine eigene Universalität, aber auch seine literarische und künstlerische Kreativität nährten sich von dieser ausgeprägten Wissbegierde.
Marcel Brion betreute zwanzig Jahre den Bereich „ausländische Literatur“ der französischen Tageszeitung Le Monde in Paris. Er trug dazu bei, der französischen Öffentlichkeit bekannte europäische Autoren wie Rainer Maria Rilke, James Joyce und Dino Buzzati näherzubringen. In dieser Hinsicht kommentierte Marcel Schneider sinngemäß: „Bei Marcel Brion, war es Europa [...]. Er kannte sieben von den Hauptsprachen, die im Okzident gesprochen werden, und er kannte sie als Talent-Entdecker. Er konnte auswählen, und er hat sich nicht getäuscht“ (frei zitiert nach: Le Figaro, 1. Juli 1994).
Als er im Jahre 1984 in Paris verstarb, hinterließ er mehr als einhundert Werke.
Was seine künstlerische Aktivität betrifft, so hat sich Brion besonders mit einer Reihe von Werken der Kunst (Renaissance) beschäftigt, zum Beispiel: Botticelli (1932); Giotto (1927); Michelangelo und Leonardo da Vinci (1954).
In seinen Biographien brachte er unterschiedliche Persönlichkeiten zur Geltung, wie Friedrich II. von Hohenstaufen (französisch: 1948),  Machiavelli (1927) und Rudyard Kipling (1929), ferner: Romantisches Deutschland, 4 Bände; Goethe; Robert Schumann.
Eine Anzahl der Werke ist bei Albin Michel verfügbar, Brions seinerzeitigem Verlag. Er ist der breiten Öffentlichkeit in Frankreich heute weniger bekannt.
Einige Werke, z. B. über Goethe, wurden von deutschsprachigen Verlagen als Übersetzungen herausgebracht.

## Werke
- Le théâtre des esprits. Fribourg 1941
- Robert Schumann und die Welt der Romantik. Stuttgart 1955
- Paul Klee. [Gütersloh] 1956
- Geschichte der abstrakten Kunst. Stuttgart 1956
- Mozarts Meisteropern. Erlenbach 1956
- Machiavelli und seine Zeit. Düsseldorf 1957
- Meisterwerke der modernen Malerei. Hamburg 1957
- Übers. Theodor Rocholl: Es geschah in der 1002. Nacht. Roman. Heinrich Scheffler, Frankfurt 1958
- Die frühen Kulturen der Welt. Köln 1959
- Übers. Theodor Rocholl: Das grüne Schlösschen "La Folie". Roman. Scheffler, Frankfurt 1959
- Kunst der Romantik. München 1960
- Albrecht Dürer. Der Mensch und sein Werk. Paris 1960
- Die deutsche Malerei. Die Geschichte der deutschen Tafelmalerei von den Anfängen bis zur Gegenwart. Stuttgart 1961
- Jenseits der Wirklichkeit. Phantastische Kunst. Olten 1962
- Schatzkammer Venedig. Glanz und Größe der Lagunenrepublik. Frankfurt 1963
- Die Medici. Eine Florentiner Familie. Wiesbaden 1970
- Johann Wolfgang von Goethe. Dichterfürst und Universalgelehrter. München 1982 ISBN 3-453-55092-7
- Und jeder Atemzug für dich. Goethe und die Liebe. Wien 1982 ISBN 3-552-03407-2
- Die Stadt im Sand. Roman. Frankfurt 1986 ISBN  3-596-22707-0